# Metillitio
Il metillitio è un composto organo-litio con formula empirica CH3Li. Essendo estremamente reattivo nei confronti di tracce di acqua, viene utilizzato in soluzione eterea. Sia allo stato solido che in quello in soluzione tende a formare cluster, in particolare un tetramero a forma di cubano distorto (favorito in soluzione di etere) e un esamero con struttura a prisma esagonale (favorito in soluzione di benzene). Viene utilizzato come reagente nella sintesi organica e in chimica metallorganica.

## Sintesi
La sintesi diretta viene realizzata facendo reagire il bromuro di metile con una sospensione di litio in etere dietilico.
2 Li + CH3Br → CH3Li + LiBr
Il bromuro di litio (LiBr) forma un complesso con il metillitio; questo complesso rappresenta la forma commerciale maggiormente disponibile del metillitio. Utilizzando il cloruro di metile come reagente è possibile preparare il metillitio puro, non complessato. Il cloruro di litio formatosi, non essendo in grado di complessare il metillitio, forma un precipitato che può essere separato.

## Reazioni
Il metillitio, caratterizzato dal possedere una carica parziale negativa localizzata sull'atomo di carbonio, è sia una base molto forte che un ottimo nucleofilo.
È utilizzato principalmente come fonte di gruppi metile. Per esempio, i chetoni secondari possono dare alcoli terziari dopo addizione nucleofila e successiva idrolisi acida dell'addotto ottenuto:
Ph2CO +  CH3Li → Ph2C(CH3)OLi
Ph2C(CH3)OLi + H+ → Ph2C(CH3)OH + Li+
Gli alogenuri non metallici vengono convertiti nei corrispettivi composti metilici:
PCl3 + 3 CH3Li → P(CH3)3 + 3 LiCl
In tali reazioni l'utilizzo del metillitio rappresenta una alternativa ai reattivi di Grignard. Il metillitio reagisce anche con l'anidride carbonica producendo acetato di litio:
CH3Li + CO2 → CH3CO2-Li+
Facendo reagire l'alogenuro di un metallo di transizione con CH3Li è possibile ottenere composti organometallici metilici, come nel caso del dilitio esametilzirconio:
ZrCl4 + 6 CH3Li  →  Li2Zr(CH3)6 + 4 LiCl